# فرانسیس ماریون (نظامی)
فرانسیس ماریون (Francis Marion) (زادهٔ حدود ۱۷۳۲ – درگذشتهٔ ۲۷ فوریه ۱۷۹۵)‏ که به عنوان روباه مرداب شناخته می‌شد، یک افسر نظامی بود که در جنگ انقلابی آمریکا (۱۷۷۵–۱۷۸۳) خدمت می‌کرد. او در ارتش قاره‌ای و فرستادگان شبه‌نظامی کارولینای جنوبی فعالیت می‌کرد و پس از بیرون راندن ارتش قاره‌ای از ایالت، در نبرد کامدن و اشغال کارولینای جنوبی و چارلستون در ۱۷۸۰ و ۱۷۸۱ نیز دشمن سرسخت بریتانیا بود. ماریون هرگز ارتش بزرگی را فرماندهی و نبرد بزرگی را رهبری نکرد. او از روش‌های نامنظم جنگی استفاده می‌کرد و یکی از پدران جنگ‌های چریکی و جنگ‌های غافلگیرانهٔ مدرن به‌شمار می‌آید او از تبار تکاوران ارتش ایالات متحده و هنگ ۷۵ تکاور محسوب می‌شود.

## اوایل زندگی
پدر ماریون، گابریل یک اوگنو (پروتستان‌هایی که به سنت پروتستانیسم اصلاح‌شده یا کالوینیستی پایبندند) بود که قبل از ۱۷۰۰ از فرانسه به سرزمین‌های استعماری مهاجرت کرد. فرانسیس ماریون حدود ۱۷۳۲ در مزرعهٔ خانواده‌اش در شهرستان برکلی، کارولینای جنوبی، به دنیا آمد. در حدود ۱۵ سالگی، او در یک کشتی به مقصد هند غربی استخدام شد که در اولین سفرش، کشتی غرق شد. خدمه موفق شدند با یک قایق نجات، فرار کنند. اما قبل از رسیدن به خشکی مجبور شدند یک هفته را در دریا بگذرانند. ماریون در سال‌های بعد، مزرعهٔ خانواده را مدیریت نمود.

## اواخر زندگی و وفات
ماریون به مزرعه خود، پاند بلوف (که در حال حاضر در زیر دریاچه ماریون قرار دارد) بازگشت و متوجه شد که در طول جنگ، سوخته‌است. بر اساس یک منبع، بردگان او برای جنگیدن برای بریتانیایی‌ها فرار کرده و بعدها چارلستون را ترک کرده بودند. او پول قرض کرد تا برای مزرعه خود برده بخرد. زندگی‌نامه ماریون توسط جان اولر در ۲۰۱۶ داستان متفاوتی را روایت می‌کند: حدود نیمی از بردگان ماریون یا توسط بریتانیایی‌ها برده شده بودند یا زمانی که پاند بلوف در اوایل جنگ مصادره شد، آنجا را ترک نمودند. حداقل یکی از آن‌ها به خطوط بریتانیا در نبرد گریخت و در نوا اسکوشیا مستقر شد. ده تن از برده‌های کارگر او به ظاهر داوطلبانه به جزیره بل، مزرعه پینویل که برای برادر فقید ماریون، گابریل بود، نقل مکان کرده بودند. همچنین در وصیت‌نامهٔ قبل از جنگ ماریون، بردگانی بودند که به دلیل رفتار مطلوب و گرایش به جزیره بل، جدا شده بودند؛ سرپرست جون و همسرش کلویی، دخترشان فیبی (خواهر بادی، خدمتکار ماریون) و دخترش پگی. این بردگان همراه با ۱۰ کارگر مزرعه، با او به پاند بلوف بازگشتند.
ماریون، پس از جنگ در ۵۴ سالگی با دختر عموی ۴۹ سالهٔ خود، مری استر ویدو ازدواج کرد.
ماریون برای چند دوره در سنای ایالت کارولینای جنوبی خدمت کرد. در ۱۷۸۴، برای قدردانی از خدمات او، او به سمت فرماندهٔ فورت جانسون، کارولینای جنوبی، یک موقعیت جیره‌بگیر مجازی، با حقوق ۵۰۰ دلار در سال، منصوب شد. او در ۱۷۹۵ در سن ۶۳ سالگی در ملک خود درگذشت، او را در گورستان بل آیسل پلنتیشن در شهرستان برکلی، کارولینای جنوبی به خاک سپردند.

## افسانه‌ها و میراث
ذهنیت عموم مردم تا حد زیادی ماریون را توسط اولین زندگی‌نامه دربارهٔ او، زندگی ژنرال فرانسیس ماریون نوشتهٔ ام ال ویمز (که با نام پارسون ویمز، ۱۷۵۶–۱۸۲۵ نیز شناخته می‌شود) که بر اساس خاطرات پیتر هوری افسر کارولینای جنوبی شکل گرفته‌است، می‌شناسند. نیویورک تایمز، ویمز را به عنوان یکی از «اولین افسانه‌ای نویسان قدیس» ادبیات آمریکا توصیف کرده‌است؛ «کسی که روباه مرداب، فرانسیس ماریون، را به قدیس آمریکایی ارتقا داد.» ویمز به دلیل ساختن حکایت جعلی «درخت گیلاس» دربارهٔ جورج واشینگتن، شناخته شده‌است. امی کرافورد در مجله اسمیتسونیان در ۲۰۰۷ دربارهٔ توصیفات ویمز از ماریون نوشت؛ «زندگی ماریون چاشنی مشابهی را دریافت کرد».
در رمان نوشته شدهٔ جان پندلتون کندی در ۱۸۳۵ به نام نعل اسب رابینسون که یک رمان عاشقانهٔ تاریخی در پس‌زمینهٔ مبارزات جنوب در انقلاب آمریکا است، ماریون ظاهر می‌شود و با شخصیت‌های داستان، تعامل می‌کند. در این کتاب، او به عنوان فردی قاطع، مبتکر و شجاع، تصویر شده‌است.
هانس کانرید، نقش ماریون را در قسمتی از سریال تلویزیونی سواره نظام آمریکا به نام «روباه مرداب» که در ۲۵ اکتبر ۱۹۵۵ پخش شد، به تصویر کشید.
گروه تولید والت دیزنی، یک مینی سریال هشت قسمتی دربارهٔ ماریون به نام «روباه مرداب» را ساخت که از ۱۹۵۹ تا ۱۹۶۱ روی آنتن رفت. لزلی نیلسن در نقش ماریون بازی کرد و یکی از خوانندگان آهنگ این سریال بود. این سریال مری ویدو (که در سریال هیچ رابطه خانوادگی با ماریون ندارد) را به تصویر می‌کشد که مخفیانه برای ماریون در مورد تحرکات بریتانیایی‌ها خبرچینی می‌کند و برادرزاده ماریون، گابریل ماریون توسط وفاداران به تاج و تخت کشته می‌شود و باعث می‌شود، ماریون به دنبال انتقام از مسئول این عمل باشد.
شخصیت اصلی بنجامین مارتین در فیلم میهن‌پرست در سال ۲۰۰۰، تحت تأثیر شخصیت ماریون بود که به گفته کرافورد، «افسانهٔ روباه مرداب را برای همهٔ نسل جدید اغراق‌آمیز کرد». تقابل میان تصویرسازی فیلم از ماریون «به عنوان یک مرد خانواده و قهرمان که به تنهایی بریتانیایی‌های ستیزه‌جو بی‌شماری را شکست می‌دهد» و ماریون واقعی، یکی از «اشتباهات فاحش» بود که باعث شد مجله تایم در فهرست «۱۰ فیلم برتر تاریخی گمراه‌کننده» در ۲۰۱۱، از فیلم میهن‌پرست به عنوان شماره یک، یاد کند. در این فیلم، شخصیت تخیلی بنجامین مارتین (مل گیبسون) خشونتی را که در جنگ فرانسه و بومیان آمریکا مرتکب شده بود، توصیف می‌کند. در زمان اکران فیلم، تصور آمریکایی‌ها از ماریون به عنوان یک قهرمان توسط مطبوعات بریتانیا، به چالش کشیده شد. در ایونینگ استاندارد (روزنامه محلی انگلستان)، نویسنده بریتانیایی، نیل نورمن، او را «یک شخص کاملاً ناخوشایند که به‌طور اساسی یک تروریست بود»، عنوان کرد.
همزمان، کریستوفر هیبرت، مورخ بریتانیایی، ماریون را این گونه توصیف کرد: «شخصی بسیار فعال در آزار و شکنجهٔ بومیان چروکی آمریکا که به هیچ وجه آن گونه مردی که باید به عنوان یک قهرمان تجلیل شود، نیست. حقیقت این است که افرادی مانند ماریون مرتکب جنایات بدی شده‌اند، اگر نگوییم بدتر از آنچه که بریتانیایی‌ها مرتکب شده‌اند.» به گفتهٔ گاردین، «به نظر می‌رسد که ماریون برای سرگرمی، بومیان آمریکایی را سلاخی می‌کرد و به‌طور مرتب، برده‌های زن خود را مورد تجاوز قرار می‌داد».
بر اساس زندگی‌نامه نوشته شده توسط جان اولر در ۲۰۱۶، روباه مرداب: چگونه فرانسیس ماریون انقلاب آمریکا را نجات داد، ادعای تجاوز جنسی به بردگان توسط ماریون، ساختگی محض است. ماریون به‌طور کلی روابط خوبی با خدمتکاران بردهٔ خود داشت، از جمله یکی از آن‌ها پگی، دختر «موستی» (فردی با نژاد مختلط) یک مرد بومی آمریکایی و یک زن آمریکایی‌آفریقایی. در وصیت‌نامه اولیهٔ او که در زمان مجردی او تنظیم شد، ماریون، پگی را آزاد کرد و بر خلاف قانون کارولینای جنوبی در آن زمان که آموزشِ نوشتن به بردگان را جرم می‌دانست، به او اجازهٔ تحصیل داد. اولر می‌نویسد که هیچ مدرکی نیز وجود ندارد که نشان دهد خود ماریون در طول جنگ چروکی، حداقل به صورت انتخابی، مرتکب جنایاتی شده‌است. اگرچه او در برخی از آن‌ها به دستور فرماندهٔ بریتانیایی شرکت کرده بود.
در تفسیری که در نشنال ریویو (مجله‌ای که بر اخبار و تفسیرهای مربوط به امور سیاسی، اجتماعی و فرهنگی تمرکز دارد) منتشر شد. مایکل گراهام، مجری محافظه‌کار گفتگوی رادیویی، انتقاداتی مانند هیبرت را به منظور تلاشی برای بازنویسی تاریخ، رد کرد: این چیزی است که او را در ۲۰۰ سال پیش و امروز به یک قهرمان تبدیل کرده‌است.
مورخ بریتانیایی هیو بیچینو، ماریون را با افسران بریتانیایی تارلتون و سرگرد جیمز ویمیس مقایسه کرد. بیچینو با اشاره به افسران بریتانیایی و همچنین ماریون نوشت: «آن‌ها همگی زندانیان را شکنجه کردند، بی‌طرف‌ها را به دار آویختند، از آزادی مشروط و پرچم‌های آتش‌بس سوءاستفاده کردند و مردان خود را وقتی نتوانستند استانداردهای خشن آن‌ها را رعایت کنند، به گلوله بستند».
فرانسیس ماریون مرد زمان خودش بود: او برده‌دار بود و در یک لشکرکشی وحشیانه، علیه بومیان چروکی آمریکا جنگید. در حالی که با استانداردهای امروزی نجیبانه نیست، تجربه ماریون در جنگ فرانسه و بومیان، وی را برای خدمات تحسین برانگیزتر آماده کرد.